# Episcopia Ortodoxă Română a Maramureșului și Sătmarului

Stema Episcopiei Maramureșului și Sătmarului

Episcopia Maramureșului și Sătmarului este o episcopie în cadrul Bisericii Ortodoxe Române, cu sediul în municipiul Baia Mare . 

## Istoric
Preotul vicar episcopesc Ioan Bânda, protopopul Băii Mari, a fost însărcinat în mai 1945 cu administrarea Eparhiei Maramureșului, până la
alegerea unui nou episcop.
A fost reînființată în anul 1990, ca episcopie sufragană a Mitropoliei Ardealului. Instalarea în funcție a episcopului Iustinian Chira avut loc în data de 11 noiembrie 1990 în Vechea Catedrală Greco-Catolică din Baia Mare, revendicată de BRU și nerestituită până în prezent.
Din 2005 Episcopia Maramureșului și Sătmarului face parte din Mitropolia Clujului. 
Din 2016 episcop al Episcopiei Maramureșului este Iustin Hodea. Din 2018 arhiereu vicar al episcopiei este Timotei Bel.

## Implicarea politică
În contextul alegerilor prezidențiale din 2014 mai mulți clerici ai Episcopiei Maramureșului, între care episcopul Iustin Hodea, au făcut propagandă electorală în favoarea lui Victor Ponta (PSD).
În ședința de guvern din 9 decembrie 2014 cabinetul Victor Ponta a decis transferul unei construcții de 1.494 metri pătrați și a unui teren de 3.104 metri pătrați în proprietatea Episcopiei Ortodoxe a Maramureșului și Sătmarului, cu titlu gratuit.

## Legături externe
- www.episcopiammsm.ro - Site web oficial
- Episcopia Ortodoxa Romana a Maramuresului si Satmarului, 18 iulie 2012, CrestinOrtodox.ro
- Date privind existenta Episcopiei Maramuresului si Satmarului, 8 martie 2006, Justin Hodea Sigheteanu, CrestinOrtodox.ro
- Стыкалин А. С. Марамурешская епископия // Православная энциклопедия. — М. : Церковно-научный центр «Православная энциклопедия», 2016. — Т. XLIII. — С. 428-431. — 752 с. — 30 000 экз. — ISBN 978-5-89572-049-3.
- Lista episcopilor Maramureșului